# Urby Emanuelson
Urby Vitorrio Diego Emanuelson (ur. 16 czerwca 1986 w Amsterdamie) – holenderski piłkarz surinamskiego pochodzenia występujący na pozycji pomocnika, obecnie piłkarz holenderskiego FC Utrecht. Były reprezentant Holandii.

## Kariera klubowa

### Ajax Amsterdam
Emanuelson to wychowanek szkółki piłkarskiej Ajaksu Amsterdam. Do pierwszego zespołu trafił za kadencji Ronalda Koemana w sezonie 2004/2005. Na debiut w Eredivisie czekał kilka miesięcy, wcześniej zadebiutował w Lidze Mistrzów w lutym 2005 w meczu z AJ Auxerre. Natomiast debiut w lidze miał miejsce 10 kwietnia 2005 roku w meczu z AZ Alkmaar.
W sezonie 2005/2006 Emanuelson był już podstawowym zawodnikiem drużyny z Amsterdamu. Z Ajaksem wywalczył awans do eliminacji Ligi Mistrzów, które Ajax w sezonie 2006/2007 przeszedł pomyślnie. Z Ligi Mistrzów odpadł po fazie grupowej, a z Pucharu UEFA po meczach z Werderem Brema. W rozgrywkach ligowych został z Ajaksem wicemistrzem Holandii oraz zdobył Puchar Holandii.

### AC Milan
23 stycznia 2011 podpisał 3,5 letni (do 30 czerwca 2014) kontrakt z AC Milan; według doniesień mediów, kwota transferu opiewała na 1,7 miliona euro. Swojego pierwszego gola w czerwono-czarnych barwach strzelił 20 kwietnia 2011 roku w spotkaniu z US Palermo. Wtedy to AC Milan zremisował 2:2 na własnym boisku w półfinale Pucharu Włoch. Dnia 29 kwietnia 2012 roku strzelił jedyną bramkę w meczu z Chelsea, dającą zwycięstwo Rossonerim. W sezonie 2012/2013 Emanuelson zagrał we wszystkich meczach fazy grupowej Ligi Mistrzów, zdobywając przy tym jedną bramkę w spotkaniu przeciwko Zenitowi.

### Fulham
Podczas zimowego okienka transferowego został wypożyczony do angielskiego Fulham. Po przybyciu do ekipy z Londynu, Emanuelson występował tylko w końcówkach spotkań. Pierwszy raz w wyjściowym składzie zagrał 13 kwietnia 2013 roku, w zremisowanym 1:1 meczu przeciwko Aston Villi. Swoją jedyną bramkę dla "The Cottagers" zdobył w ostatnim spotkaniu sezonu ze Swansea. W barwach angielskiej drużyny zagrał łącznie w 13 meczach, w tym 8 krotnie wchodził na murawę z ławki rezerwowych.

### Powrót do AC Milan
Po skończonym wypożyczeniu Emanuelson powrócił do AC Milanu. W sezonie 2013/2014 piłkarz mógł liczyć na bardziej systematyczne występy. W meczach ligowych pojawiał się na boisku 24 razy i zanotował trzy asysty. Zespołowi z Mediolanu pomógł także wyjść z grupy rozgrywek Ligi Mistrzów. AC Milan zajął w grupie H drugie miejsce, tuż za FC Barceloną. Na tym etapie turnieju Emanuelson zagrał pięciokrotnie, opuszczając tylko rewanżową potyczkę z Ajaxem Amsterdam. W przegranym dwumeczu 1/8 finału z Atlético Madryt wystąpił w obydwu spotkaniach, rozgrywając pełne 90 minut. Zawodnik grał także w przegranym meczu Pucharu Włoch przeciwko Udinese Calcio. Mimo łącznie rozegranych 33 spotkań w barwach "Rossonerich", kontrakt z zawodnikiem nie został przedłużony i wraz z końcem sezonu 2013/2014 Emanuelson stał się wolnym zawodnikiem.

### AS Roma
Latem 2014 dołączył na zasadzie wolnego transferu do Romy. Umowa została podpisana na rok i zawierała opcję przedłużenia na kolejne dwa sezony. Zawodnik w stołecznym zespole wystąpił dwukrotnie, tylko w meczach ligowych, spędzając na boisku łącznie 16 minut.

### Atalanta
Po półrocznym pobycie w stolicy Włoch, Emanuelson został przetransferowany definitywnie do Atalanty BC. W nowej drużynie zadebiutował 1 lutego 2015 roku, w wygranym 2:1 meczu z Cagliari Calcio, zmieniając w 57 minucie Cristiana Del Grosso. W ekipie z Bergamo zagrał łącznie 9 razy, trzykrotnie asystując przy bramkach kolegów z zespołu. Po półrocznej grze dla Atalanty jego kontrakt nie został przedłużony i po raz kolejny Emanuelson stał się wolnym zawodnikiem.

### Hellas Werona
W dniu 3 stycznia 2016 roku, Emanuelson dołączył Werona na zasadzie wolnego transferu.

## Kariera reprezentacyjna
W przeszłości występował w młodzieżowych reprezentacjach Holandii. Grał w przedziałach wiekowych do lat 17, 19, 20 i 21. W dorosłej reprezentacji "Oranje" zadebiutował 12 listopada 2005 roku w meczu z reprezentacją Włoch w Amsterdamie. Selekcjoner reprezentacji, Marco van Basten, nie powołał go jednak na Mistrzostwa Świata w Niemczech.
Do tej pory w reprezentacji Holandii rozegrał 17 spotkań, nie zdobywając żadnej bramki.

## Statystyki
Stan na dzień 9 stycznia 2016:
| Sezon     | Klub                | Kraj     | Rozgrywki      | Mecze | Gole |
| --------- | ------------------- | -------- | -------------- | ----- | ---- |
| 2004/05   | AFC Ajax            | Holandia | Eredivisie     | 3     | 0    |
| 2005/06   | AFC Ajax            | Holandia | Eredivisie     | 26    | 1    |
| 2006/07   | AFC Ajax            | Holandia | Eredivisie     | 31    | 3    |
| 2007/08   | AFC Ajax            | Holandia | Eredivisie     | 31    | 3    |
| 2008/09   | AFC Ajax            | Holandia | Eredivisie     | 32    | 4    |
| 2009/2010 | AFC Ajax            | Holandia | Eredivisie     | 31    | 5    |
| 2010/2011 | AFC Ajax            | Holandia | Eredivisie     | 19    | 1    |
| 2010/2011 | AC Milan            | Włochy   | Serie A        | 9     | 0    |
| 2011/2012 | AC Milan            | Włochy   | Serie A        | 30    | 2    |
| 2012/2013 | Fulham F.C.         | Anglia   | Premier League | 13    | 1    |
| 2013/2014 | AC Milan            | Włochy   | Serie A        | 24    | 0    |
| 2014/2015 | AS Roma             | Włochy   | Serie A        | 2     | 0    |
| 2014/2015 | Atalanta BC         | Włochy   | Serie A        | 9     | 0    |
| 2015/2016 | Hellas Werona       | Włochy   | Seria A        | 11    | 0    |
| 2016/2017 | Sheffield Wednesday | Anglia   | Championship   | 1     | 0    |
| 2017/2018 | FC Utrecht          | Holandia | Eredivisie     | 31    | 0    |
| 2018/2019 | FC Utrecht          | Holandia | Eredivisie     | 24    | 4    |

- Stan na 29 kwietnia 2019